# 平伐清风藤
平伐清风藤（学名：Sabia dielsii）为清风藤科清风藤属下的一个种。

## 扩展阅读
- 維基物種上的相關：平伐清风藤